# День святого Валентина (фильм, 2000)
«День свято́го Валенти́на» — российская кинокомедия Анатолия Эйрамджана.

## Сюжет
В день Святого Валентина — праздник всех влюблённых, муж Борис (Борис Щербаков), проводив жену (Любовь Полищук) в командировку, решает отдохнуть от семейной жизни в обществе длинноногой красавицы и приглашает её к себе домой. Но в самый разгар любовной идиллии неожиданно возвращается жена. Единственная мысль, что приходит в голову — сплавить любовницу на балкон, в надежде выпустить, когда супруга уснёт. Но случай всё не подворачивается, девушка вот-вот замёрзнет насмерть. И тут в соседнюю квартиру приходит Михаил (Михаил Кокшенов), ушедший из дома от изменившей ему жены. Осматривая своё временное пристанище, он заходит на балкон. Увидев замерзающую девушку, спасает её с помощью найденной в квартире лестницы и отпаивает чаем.
Под утро Боря, не обнаружив на балконе любовницы, едет на работу. Жена, тоже не отличающаяся верностью, зовёт в дом своего любовника Шурика (Александр Панкратов-Черный). А тем временем между Михаилом и спасённой Людмилой завязываются отношения.
Посоветовавшись с коллегами, Борис начинает обходить соседей, в надежде, что кто-то дал приют Люде, и заодно заезжает домой пообедать. Куда отправить любовника? На балкон! И Михаил обнаруживает на том же самом балконе нового «беженца».
Борис находит Люду, но ей уже безразличен человек, выставивший её на мороз. Она любит спасшего её Михаила.

## В ролях
| Актёр                      | Роль                             |
| -------------------------- | -------------------------------- |
| Любовь Полищук             | Люба                             |
| Александр Панкратов-Чёрный | Шурик                            |
| Борис Щербаков             | Боря                             |
| Михаил Кокшенов            | Миша,сосед Бори                  |
| Людмила Потапова           | Люда                             |
| Сергей Цигаль              | «Святой Валентин»                |
| Екатерина Зинченко         | Катя                             |
| Владимир Екимов            | Смирнов                          |
| Владимир Брежнев           | официант ресторана «Три Пескаря» |

## Съёмочная группа
- Режиссёр, автор сценария продюсер — Анатолий Эйрамджан